# Északi összetett az 1992. évi téli olimpiai játékokon
Az 1992. évi téli olimpiai játékokon az északi összetett versenyszámait február 12. és 18. között rendezték Les Saisies-ben. Összesen két versenyszámban avattak olimpiai bajnokot.

## Részt vevő nemzetek
A versenyeken 12 nemzet 46 sportolója vett részt.
- Ausztria (AUT) (4)
- Csehszlovákia (TCH) (4)
- Egyesült Államok (USA) (4)
- Egyesített Csapat (EUN) (4)
- Észtország (EST) (4)
- Finnország (FIN) (4)
- Franciaország (FRA) (4)
- Japán (JPN) (4)
- Lengyelország (POL) (2)
- Németország (GER) (4)
- Norvégia (NOR) (4)
- Svájc (SUI) (4)

## Éremtáblázat
(A rendező nemzet csapata eltérő háttérszínnel, az egyes számoszlopok legmagasabb értéke, vagy értékei vastagítással kiemelve.)
| Az 1992. évi téli olimpiai játékok éremtáblázata északi összetettben | Az 1992. évi téli olimpiai játékok éremtáblázata északi összetettben | Az 1992. évi téli olimpiai játékok éremtáblázata északi összetettben | Az 1992. évi téli olimpiai játékok éremtáblázata északi összetettben | Az 1992. évi téli olimpiai játékok éremtáblázata északi összetettben | Olimpia  |
| -------------------------------------------------------------------- | -------------------------------------------------------------------- | -------------------------------------------------------------------- | -------------------------------------------------------------------- | -------------------------------------------------------------------- | -------- |
|                                                                      | Ország                                                               | Arany                                                                | Ezüst                                                                | Bronz                                                                | Összesen |
| 1.                                                                   | Franciaország (FRA)                                                  | 1                                                                    | 1                                                                    | 0                                                                    | 2        |
| 2.                                                                   | Japán (JPN)                                                          | 1                                                                    | 0                                                                    | 0                                                                    | 1        |
|                                                                      |                                                                      |                                                                      |                                                                      |                                                                      |          |
| 3.                                                                   | Norvégia (NOR)                                                       | 0                                                                    | 1                                                                    | 0                                                                    | 1        |
|                                                                      |                                                                      |                                                                      |                                                                      |                                                                      |          |
| 4.                                                                   | Ausztria (AUT)                                                       | 0                                                                    | 0                                                                    | 2                                                                    | 2        |
|                                                                      |                                                                      |                                                                      |                                                                      |                                                                      |          |
| Összesen                                                             | Összesen                                                             | 2                                                                    | 2                                                                    | 2                                                                    | 6        |

## Érmesek
| Az 1992. évi téli olimpiai játékok érmesei férfi északi összetettben |                                                                |           |                                                                              |           |                                                                    |           |
| Versenyszám                                                          | Arany                                                          | Arany     | Ezüst                                                                        | Ezüst     | Bronz                                                              | Bronz     |
| Egyéni                                                               | Fabrice Guy · Franciaország (FRA)                              | 44:28,1   | Sylvian Guillaume · Franciaország (FRA)                                      | 45:16,5   | Klaus Sulzenbacher · Ausztria (AUT)                                | 45:34,4   |
| Csapat                                                               | Japán (JPN) · Mikata Reiicsi · Kóno Takanori · Ogivara Kendzsi | 1:23:36,5 | Norvégia (NOR) · Knut Tore Apeland · Fred Børre Lundberg · Trond Einar Elden | 1:25:02,9 | Ausztria (AUT) · Klaus Ofner · Stefan Kreiner · Klaus Sulzenbacher | 1:25:16,6 |